# Stern-Glockenblume
Die Stern-Glockenblume (Campanula isophylla) ist eine Pflanzenart aus der Gattung der Glockenblumen (Campanula) in der Familie der Glockenblumengewächse (Campanulaceae). 

## Merkmale

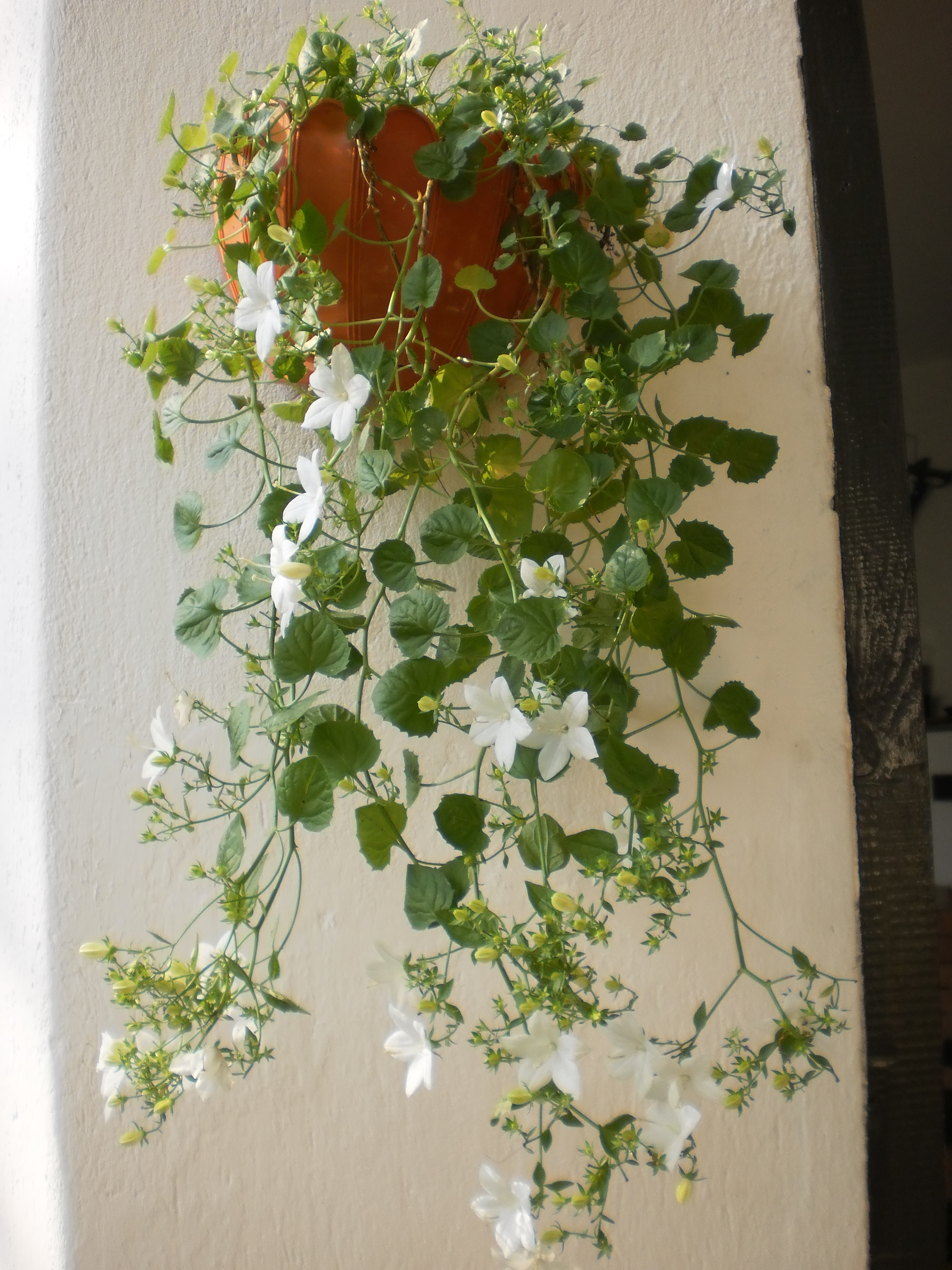
Stern-Glockenblume (Campanula isophylla) als Zierpflanze, hier die weißblütige Varietät var. alba

Die Stern-Glockenblume ist eine immergrüne, hängende bis aufsteigende, ausdauernde, krautige Pflanze, die Wuchshöhen von 10 bis 20 Zentimeter erreicht. Sie bildet ein Rhizom aus. Die mittleren Stängelblätter sind größer als die Grundblätter. Die Grundblätter sind nicht in Rosetten angeordnet und hinfällig. Die Blattspreite ist rundlich bis kurz herzförmig, dicklich und beinahe kahl bis dicht weichhaarig. Sie ist lang gestielt und bis zu 3,5 Zentimeter lang und breit. Die Blütentriebe befinden sich nicht in der Achsel von Rosettenblättern. Die Kelchzipfel sind 3 bis 4 Millimeter breit und 7 bis 9 Millimeter lang.
Die Blütezeit reicht von Juli und September.
Die Chromosomenzahl beträgt 2n = 32.

## Vorkommen
Die Stern-Glockenblume kommt in Norditalien in West-Ligurien von Savona bis Finale auf Kalkfelsen in Küstennähe in Höhenlagen von 0 bis 400 Meter vor.

## Taxonomie
Die Stern-Glockenblume wurde 1824 von Giuseppe Moretti in Giornale di fisica, chimica, storia naturale, medicina, ed arti Serie 2, Band 7 Seite 44, 98 als Campanula isophylla erstbeschrieben.

## Nutzung
Die Stern-Glockenblume wird zerstreut als Zierpflanze für Balkonkästen und Ampeln genutzt. Sie ist seit spätestens 1868 in Kultur. Es gibt einige Sorten mit weißer oder blauer Krone sowie mit bunten Blättern.